# Санкт-Петербургский журнал (1798)
Санкт-Петербургский журнал — российское ежемесячное периодическое печатное издание, выходившее на русском языке в столице Российской империи городе Санкт-Петербурге в 1798 году. Всего вышло четыре части (12 номеров).
Главным редактором журнала был поэт и публицист Иван Петрович Пнин, который основал и издавал его вместе с писателем-просветителем Александром Федосеевичем Бестужевым. Средства на издание отпускались Великим Князем Александром Павловичем. На титульном листе стоял эпиграф, цитирующий Лабрюйера: «Как трудно быть кем-нибудь довольным».
В журнале публиковались различные нравоучительные, беллетристические, критические, научные, философские, исторические, политические сочинения. Среди прочего в журнале были опубликованы отрывки из «Духа законов» Монтескье, некоторые экономические труды П. Верри и «Система природы» Гольбаха. Среди сотрудников журнала были Н. Анненский, М. Антоновский, Н. Новосильцев, Н. Скрипицын, П. Строганов, А. Чарторыйский, Н. Шатров и другие видные литераторы конца XVIII века.
По мнению российского библиографа и книговеда Н. М. Лисовского, «Санкт-Петербургский журнал» был «одним из лучших периодических изданий своего времени».
С 1804 по 1809 год в Петербурге выходил одноимённый журнал под редакцией М. Н. Беккаревича, но кроме названия и места издания их больше ничего не связывает.